# Femundsmarka nationalpark
62°13′N 12°7′Ø / 62.217°N 12.117°Ø
Femundsmarka nationalpark ligger i Engerdal kommune i Innlandet og Røros kommune i Trøndelag.
Nationalparken blev oprettet i 1971 og var da på 386 km². I 2003 blev parken udvidet til 573 km². Parken grænser til tilsvarende beskyttelsesområder på svensk side af grænsen, hvilket gør den til det største sammenhængende beskyttede vildmarksområde i Sydskandinavien.

## Ekstern henvisning
- Direktoratet for naturforvaltning, information om Femundsmarka nationalpark Arkiveret 10. marts 2007 hos  Wayback Machine